# Галиб паша Саръ
Галиб паша Саръ (на турски: Galib Paşa, Sarı) е османски офицер и чиновник.

## Биография
Роден е в 1826 година. От юни до август 1861 година е началник на султанската канцелария (Serkurena|. От ноември 1871 до август 1872 година е валия в Призрен.
Умира в 1876 година.